# Teixeira e Sousa
Antônio Gonçalves Teixeira e Sousa (Cabo Frio, 28 de Março de 1812 — Rio de Janeiro, 1 de dezembro de 1861) foi um escritor brasileiro. É o autor do primeiro romance romântico brasileiro, intitulado O filho do pescador.

## Biografia
Filho de um português (Manuel Gonçalves) e de uma mulher negra (Ana Teixeira de Jesus), apenas fazia os seus primeiros estudos quando se viu obrigado, pela precária situação econômica da família, a abandoná-los e a adotar uma profissão mecânica, a de carpinteiro.
Por alguns anos exerceu este ofício no Rio de Janeiro, para onde viera de Itaboraí com o fim de nele aperfeiçoar-se. Cinco anos depois regressou à terra natal. Tinham-lhe morrido os quatro irmãos mais velhos. Aos vinte anos, achou-se só no mundo, com escassíssimos bens que herdara do pai. Voltou aos estudos com o mesmo mestre, o cirurgião Inácio Cardoso da Silva, professor em Cabo Frio, e também poeta, cujos versos Teixeira e Sousa mais tarde reuniu e publicou.
Em 1840, voltou ao Rio de Janeiro.
Seus restos mortais estão sepultados no Cemitério Municipal de Nova Iguaçu - RJ.

## Homenagens
Anualmente, por meio da Secretaria Municipal de Cultura, a Prefeitura de Cabo Frio, em homenagem ao escritor nascido na cidade, realiza a chamada "Semana Teixeira e Sousa", na qual são realizadas atividades e eventos culturais e literários, correlacionando-os à obra do poeta. Tal acontecimento foi criado por meio da Lei Municipal nº 1.106/91, sendo incluído no calendário oficial do município desde o ano de 2012.

## Obras
- Cornélia, 1840 - tragédia
- Cânticos líricos, 1841–1842
- O filho do pescador, 1843 - romance
- Os três dias de um noivado, 1844 - poema
- As Tardes de um Pintor ou As intrigas de um jesuíta, 1847 - romance
- A Independência do Brasil, 1847–1855 - poema
- Gonzaga ou A Conjuração de Tiradentes, 1848–1851 - romance
- A Providência, 1854 - romance
- O cavaleiro teutônico ou A freira de Mariemburg, 1855 - tragédia em verso
- As fatalidades de dous jovens (Recordações dos tempos coloniais), 1856 - romance
- Maria ou A menina roubada, 1859 - romance
- Os Gênios - alguns episódios
- Canto inaugural por ocasião da elevação da estátua do Imperador Dom Pedro I - inédito
- Paulina e Júlia - inédito